# 长城之外
〈长城之外〉（英語：Beyond the Wall）HBO的奇幻电视系列 《权力的游戏》的第七季第六集，整剧的第66集。它是电视剧作家大卫·贝尼奥夫和D·B·魏斯共同创作，并由艾伦·泰勒执导。
长城之外，乔恩·斯诺 (包哈林顿)帶領一个突袭小组去抓捕一个丧尸，以作为向南方人证明丧尸存在的证据。 他们成功地捕获了一个丧尸，但一行人也遭到丧尸军队的包围。 詹德利被命令返回东瞭望塔向丹妮莉丝坦格利安 (艾米莉亚·克拉克)发信求救。在他们被丧尸杀死之前,丹妮莉丝赶到，并指挥她的三条龙向丧尸喷火。 丧尸的领袖夜王试图阻止，奋力将他的冰矛投向Viserion，即為丹妮莉丝的三条龙之一，并将牠杀死了。 丹妮莉丝最終带領突袭小队的其他成员成功脱身，然而卻无法带走乔恩。 班扬·斯塔克适时赶来与丧尸战斗，以便乔恩能脱身與丹妮莉丝团聚。 夜王复活了Viserion，使龙成了他的军队之一份子。 在冬城裡，阿里亚*史塔克 (梅茜·威廉姆斯)因為发现 珊莎*史塔克 (苏菲·特纳)當初寫信請求家人效忠乔弗里的信而当面與她對質。珊莎发现阿里亚从布拉佛斯带回来的袋子里的人脸面具。